# Lugar de Guene
Lugar de Guene es una localidad caboverdiana del municipio de Ribeira Grande.

## Geografía
La localidad está situada en la isla de Santo Antão.

## Organización territorial
La localidad abarca los lugares y barrios de:
- Bica
- Cavouco de Cosco
- Cavouco de Dongo
- Cavouco Perigrina
- Chã de Arroz
- Ladeirinha
- Longueira
- Lugar de Guene
- Penoso
- Ribeirinha de Jorge
- Selada Ribeirinha de Jorge
- Subida Manuel Luis